# Saül Levi Morteira
Saül Levi Morteira est un rabbin séfarade amstellodamois. Prêcheur réputé en son temps, il est actuellement principalement connu pour avoir été « le rabbin de Baruch Spinoza ».

## Biographie
Saül Morteira naît à Venise en 1596 (bien que Miguel de Barrios semble le croire allemand) dans une famille descendant de marranes et revenue depuis au judaïsme officiellement. Disciple de Léon de Modène et d’Elia Montalto, il participe en 1602 à l’élaboration de l’argumentaire pour la disputation de Padoue.
Il devient rabbin de la communauté portugaise d'Amsterdam.